# Alisterus
A királypapagáj (Alisterus) a madarak osztályának papagájalakúak (Psittaciformes) rendjébe, a szakállaspapagáj-félék (Psittaculidae) családjába és a szakállaspapagáj-formák (Psittaculinae) alcsaládjába tartozó nem.

## Rendszerezés
A  nemet Gregory Mathews írta le 1911-ben, jelenleg az alábbi 3 faj tartozik ide:
- Malukui királypapagáj (Alisterus amboinensis)
- Pápua királypapagáj (Alisterus chloropterus)
- Ausztrál királypapagáj (Alisterus scapularis)